# Bartosz Bereszyński
Bartosz Bereszyński (* 12. Juli 1992 in Posen) ist ein polnischer Fußballspieler. Er steht aktuell bei Sampdoria Genua unter Vertrag und wird vorrangig als rechter Verteidiger eingesetzt.

## Karriere
Bereszyński begann seine Karriere in den Jugendmannschaften von TPS Winogrady Posen, Poznaniak Posen und Warta Posen, ehe er 2008 in die Jugendabteilung von Lech Posen geholt wurde. Dort wurde er bereits ein Jahr später in die zweite Mannschaft geholt und im Januar 2010 folgte die Aufnahme in den Profikader. Sein Debüt in der höchsten polnischen Spielklasse gab der Verteidiger am 21. März 2010 gegen Jagiellonia Białystok, als er in der 87. Minute für Semir Štilić eingewechselt wurde. Das Spiel wurde mit 2:0 gewonnen. Ein weiteres Ligaspiel folgte. Am Ende der Saison wurde Bereszyński mit seiner Mannschaft polnischer Meister. In der Saison 2011/12 wurde Bereszyński an den Zweitligisten und Stadtrivalen Warta Posen ausgeliehen. Dort war er Stammspieler. Zur Saison 2012/13 kehrte er zu Lech Posen zurück. Im Januar 2013 lehnte er die Verlängerung seines im Juni 2013 endenden Vertrags um drei weitere Jahre ab. Noch am gleichen Tag gab der Ligakonkurrent Legia Warschau die Verpflichtung von Bereszyński zur Saison 2013/14 bekannt. Er unterschrieb einen Dreijahresvertrag bis Ende Juni 2016. Daraufhin wurde Bereszyński von Lech Posen für die Rückrunde 2012/13 aus dem Kader der ersten Mannschaft gestrichen und in die zweite Mannschaft in die separate Nachwuchsliga Młoda Ekstraklasa versetzt. Zehn Tage später einigten sich die beiden Klubs auf einen vorzeitigen Transfer. Im Januar 2017 wechselte er zu Sampdoria Genua.
Im Januar 2023 wechselte er auf Leihbasis zum Ligakonkurrenten SSC Neapel. Im August 2023 wurde er an den italienischen Verein FC Empoli ausgeliehen. Nach der Leihe spielte er ab Sommer 2024 wieder für Sampdoria.
Zur Fußball-Europameisterschaft 2021 wurde er in den polnischen Kader berufen, kam aber mit diesem nicht über die Gruppenphase hinaus.

## Sonstiges
Sein Vater ist der ehemalige Fußballspieler Przemysław Bereszyński (* 1969), der ebenfalls einen großen Teil seiner Karriere bei Lech Posen verbracht hat.

## Erfolge
- Polnischer Meister: 2010, 2013, 2015, 2016, 2017
- Polnischer Pokalsieger: 2013, 2015, 2016
- Jungprofi der Saison 2012/13[8]
- Italienischer Meister: 2022/23